# Pierre Ier de Montmorency-Fosseux
Pour les articles homonymes, voir Pierre Ier.
Pour les autres membres de la famille, voir famille Montmorency.
Pierre Ier de Montmorency-Fosseux, 1er marquis de Thury, comte de Châteauvillain, baron de Fosseux, seigneur de Crèvecœur, de Lauresse, etc., chevalier de l'ordre du roi, gentilhomme ordinaire de sa chambre, capitaine de 50 hommes d'armes de ses ordonnances.
Le 24 juillet 1577, il vend la baronnie de Fosseux, située en Artois, à Jean de Henin, seigneur de Cuvilliers, pour 56 000 florins carolus, se réservant pour lui et ses hoirs, le titre de baron de Fosseux, qu'il affecte à sa châtellenie de Baillet-sur-Esche. 
Il sert utilement les rois Henri II, François II, Charles IX et Henri III qui érige en sa faveur, la baronnie de Thury en marquisat, par lettre de septembre 1578.
En 1570, étant devenu l'aîné de toute sa maison, il quitte la brisure adoptée par sa branche, qui était une étoile à six rais sur la croix, et prend les armes pures de Montmorency.

## Ascendance
Hugues Capet → Robert II de France → Henri Ier de France → Philippe Ier de France → Louis VI de France → Robert Ier de Dreux → Alix de Dreux → Gertrude de Nesle-Soissons → Bouchard VI de Montmorency → Mathieu III de Montmorency → Mathieu IV de Montmorency → Jean Ier de Montmorency → Charles Ier de Montmorency → Jacques de Montmorency → Jean II de Montmorency → Louis de Montmorency-Fosseux → Rolland de Montmorency-Fosseux → Claude de Montmorency-Fosseux → Pierre Ier de Montmorency-Fosseux

## Mariage et descendance
En 1553, Pierre épouse Jacqueline d'Avaugour, dame de Courtalain, de Lauresse, etc., comtesse titulaire de Châteauvillain, De ce mariage sont nés :
- Anne de Montmorency-Fosseux († 1592), à qui sa femme Marie de Beaune-Semblançay († 1611) apporte Châteaubrun
- Gui de Montmorency, mort jeune
- Pierre de Montmorency, marquis de Thury après son père, mort le 29 septembre 1615 ;
- Claude de Montmorency, mort en bas âge
- François de Montmorency l'Aîné
- François de Montmorency  le Jeune
- Louise
- Jeanne
- Diane
- Antoinette
- Françoise (1566-1641), la Belle Fosseuse, très jeune maîtresse d'Henri IV.

## Sources
- L'art de vérifier les dates des faits historiques, des chartes, des chroniques…- de David Bailie Warden, Saint-Allais (Nicolas Viton), Maur François Dantine, Charles Clémencet, Ursin Durand, François Clément - 1818 - Page 53